# Досифей (Богверадзе)
Епи́скоп Досифе́й (груз. ეპისკოპოსი დოსითეოს, в миру Дми́трий Зура́бович Богвера́дзе, груз. დიმიტრი ზურაბის ძე ბოგვერაძე; 29 декабря 1964, Игорети, Харагаульский район, Грузинская ССР) — епископ Грузинской православной церкви, епископ Бельгийский и Голландский.

## Епископы
По собственным воспоминаниям, с детства был верующим, хотя в Церковь не ходил, так как в их районе действующих храмов не было.
В 1987 году был зачислен на факультет управления просветительской работой и режиссуры массовых мероприятий Тбилисского университета.
По его воспоминаниям, «приезд на учебу в Тбилиси как раз совпал с активизацией национального движения, со временем, когда появилось больше свободы, когда начали открывать храмы. И я стал со своими друзьями ходить в Петропавловскую церковь. Правда, мне, как некрещеному, приходилось на литургии покидать храм при возгласе: „Оглашенные, изыдите!“. Крестился я в 25 лет, 19 января 1990 года, после долгой подготовки под руководством своего духовника — протоиерея Арчила Миндиашвили».
В 1990 году, оставив учёбу в университете, поступил в Тбилисскую духовную семинарию, по окончании которой поступил в Тбилисскую духовную академию. В 1997 году завершил полный курс академии.
11 марта 2004 года принял постриг с именем Досифей в честь преподобного Досифея Палестинского, 18 марта того же года рукоположен в сан иеродиакона, а 4 июля того же года — в сан иеромонаха.
В 2007 году направлен на служение в Бельгию, где стал настоятелем храма царицы Тамары в Брюсселе.
28 мая 2013 года в храма царицы Тамары в Брюсселе благословил юношескую сборную Грузии по футболу (до 19 лет).
3 июня 2014 года был избран епископом новоучреждённой Бельгийской и Голландской епархии Грузинского Патриархата.
15 июня того же года последовало его епископское рукоположение в кафедральном соборе Светицховели, которое возглавил католикос-патриарх всея Грузии Илия II.